# Willard Van Dyke
Pour les articles homonymes, voir Van Dyke.
Willard Van Dyke, né à Denver (Colorado) le 5 décembre 1906 et mort à Jackson (Tennessee) le 23 janvier 1986, est un photographe et cinéaste américain. Il a été un des membres fondateurs du groupe f/64 et fut directeur du département cinéma au Musée d'art moderne de New York.

## Biographie
Il commence sa carrière en tant que chef-opérateur dans The River en 1938, et est opérateur et coréalisateur dans The City en 1936. Il réalise ultérieurement des films éducatifs destinés à des enseignants Il préside la Documentary Films Production Company.
Son court-métrage Skycraper a été nommé pour l'Oscar du meilleur court métrage en prises de vues réelles en 1960.